# Пальмитиновая кислота
Пальмити́новая кислота́ (гексадека́новая кислота́, химическая формула — C16H32O2 или C15H31COOH) — cлабая химическая органическая кислота, относящаяся к классу высших предельных карбоновых кислот.
При стандартных условиях, пальмитиновая кислота — это бесцветное кристаллическое вещество. Наиболее распространённая в природе жирная кислота.
Соли и эфиры пальмитиновой кислоты называются пальмита́тами.

## Нахождение в природе
Пальмитиновая кислота входит в состав глицеридов большинства животных жиров и растительных масел, например: масло из косточек пекуи (48,4 %), пальмовое масло (40—50 %), молочный жир (22—39 %), масло из мякоти плодов пекуи (41,2 %), масло чёрного кофе (34,5 %), свиное сало — 30 %, масло баобаба (25,4 %), масло абрикосовой косточки (3—7 %). В животных организмах пальмитиновая кислота — конечный продукт синтеза жирных кислот из ацетил-КоА.

## Получение
Методы получения пальмитиновой кислоты:
- Ректификация или дробная кристаллизация из смеси жирных кислот, получаемых омылением жиров или окислением парафинов.
- Нагревание цетилового спирта с натровой известью до 270° (Дюма и Стас):

С16H33ОH + О2 = C15H31COOH + H2О
- Плавление с гидроксидом калия олеиновой (элаидиновой) кислоты (Варентрапп):

СН3(СН2)7СН=СН(СН2)7СООН + Н2О + О = C15H31COOH + СН3COOH (уксусная кислота)
- Окисление азотной кислотой 2-октодеканона (Крафт):

CH3(CH2)15-CO-CH3 + 3О = C15H31COOH + СН3COOH (уксусная кислота)
- Синтезирование методом цианистых соединений из йодюра пентадецилового спирта (Паникс):

C15H31J + KCN = KJ + C15H31-CN;  C15H31-CN + 2Н2О = C15H31COOH + NН3

## Применение
Пальмитиновую кислоту используют в производстве стеарина (смесь со стеариновой кислотой), напалма, моющих и косметических средств, смазочных масел и пластификаторов.